# أورلي
أورلي، (بالإنجليزية: Orly)، هي بلدية فرنسية تقع في الضواحي الجنوبية لباريس، فرنسا. وهي تقع على بعد 12.7 كم (7.9 ميل) من وسط باريس.

## توأمة
لأورلي اتفاقيات توأمة مع كل من:
- دروبيتا تورنو سيفيرين
- بوانت-آه-بيتر
- كلين
- كامبي بيزنسيو